# Постлюдина

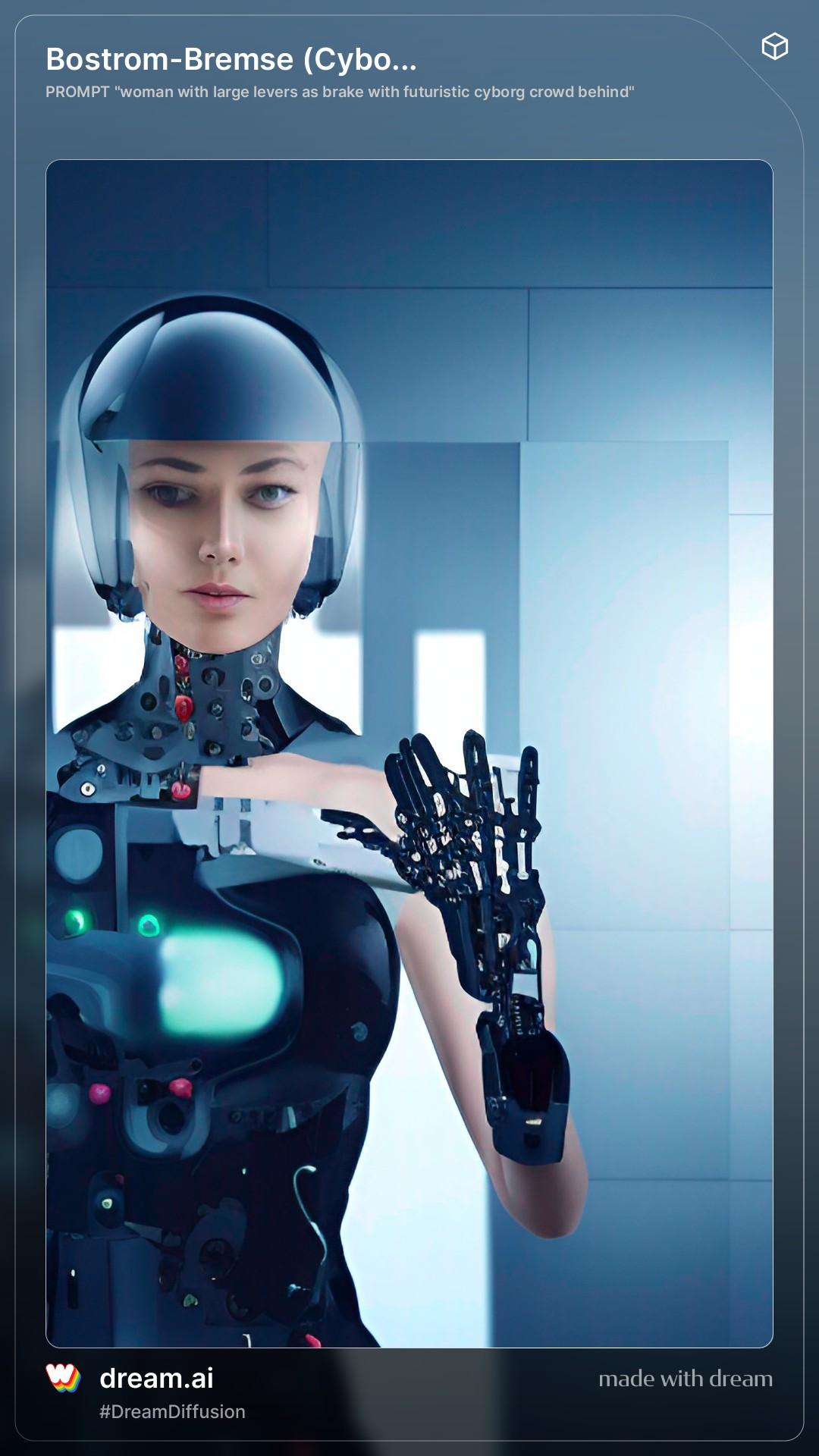

Постлюдина або постлюдина — це поняття, що походить із галузей наукової фантастики, футурології, сучасного мистецтва та філософії, що означає особу чи сутність, яка існує в стані, що виходить за рамки людського.
Постлюдина — це гіпотетичний образ майбутньої людини, що відмовилася від традиційного людського вигляду в результаті впровадження передових технологій: біоінженерія, медицина, біотехнології, інженерія, біокібернетика. Активно використовується в науковій фантастиці (соціальна утопія, біопанк, соларпанк, кіберпанк і нанопанк).

## Постлюдина в різних вченнях
У західних герметичних вченнях розроблявся образ досконалої людини, яка поступово повинна була позбутися таких рис, як емоції, старіння і незнання. Подібна трансформація мислилася як втручання Бога в нагороду за етичне поводження.
З популяризацією поняття еволюції в 1859 році прийшло розуміння, що людина, можливо, не вершина розвитку живих істот, а проміжна ланка. Ніцше так висловив цю думку: як від мавпи походить людина, так з людини повинна відбутися надлюдина.
У прибічників сучасної марксистської футурології образ постлюдини пов'язується з розвитком колективного розуму комуністичного людства майбутнього.  Так, Микола Гриценко запропонував тезу про закономірну відмову від тілесності, розривання будь-яких зв'язків з біологічним минулим Homo sapiens, що буде наслідком всезростаючої інтеграції з планетарною кібернетичною системою ЗДАС. Масовий запис особистостей на штучний носій, по-суті, злиття зі штучним інтелектом ЗДАС всіх членів суспільства створить глобальну систему «людина–машина», збільшить як інтелектуальну, так і перетворюючу здатність об’єднаного розуму. Буде припинено практику біологічного відтворення і появи нових особистостей, натомість існуючі особистості досягнуть «цифрового імморталізму» (практичного безсмертя). В подальшому ступінь інтегрованості буде зростати і призведе до появи Мегаособистості, що складатиметься з мільярдів наноносіїв.

## Існуючі технології

### Збільшення біологічних можливостей людини
Основні статті — Удосконалення людини, Біохакінг, Омолодження, Збільшення тривалості життя, Трансгуманізм.

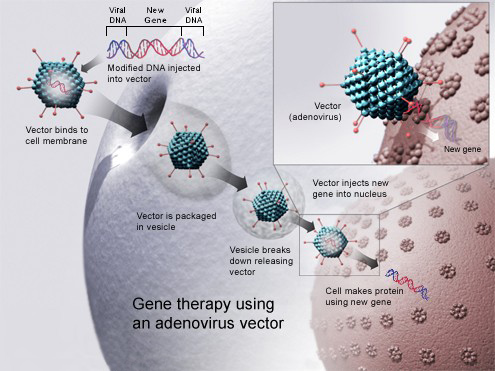
Генотерапія з використанням аденовірусного вектора може змінити генотип живої людини.

Експоненційний розвиток і нові відкриття біології, біоінженерії (молекулярної, генної, клітинної, тканинної, нейроінженерії; редагування генома), медицини (спортивна, превентивна, доказова, регенеративна, інтегративна, холістична та персоналізована медицина, геронтологія, епігенетика, нутрігенетика та нутрігеноміка, генотерапія, наномедицина), інженерії та виробництва (наноінженерія, друк органів, супер'їжа) та практичного біохакінгу (здоровий спосіб життя, удосконалення людини, нейрохакінг, омолодження) можуть дозволити людству:
- Покращувати свої фізичні здібності — сила, швидкість, витривалість.
- Покращувати свої розумові (когнітивні, ментальні) здібності — пам'ять, увагу, мислення.
- Покращувати свої сенсорні здібності — зір, слух, та, навіть, сприйняття електромагнітного випромінювання чи звуку поза спектром чутливості людських органів чуття.
- Омолоджувати свій біологічний вік швидше старіння та досягти біологічного безсмертя.
- Значно модифікувати власний організм, завдяки біоінженерії, генотерапії, синтетичній біології, наноінженерії.

## Постлюдина у фантастиці
Ідея трансформації фізичної, інтелектуальної, зрештою, якісної природи людини висвітлювалася багатьма письменниками-фантастами. Деякі твори та сюжети, пов'язані з постлюдиною:
- роман «Творець зірок» Олафа Стейплдона — єднання розумів і відмова від тілесних оболонок у всесвітніх масштбах;
- роман «Останні і перші люди» того ж автора — вісімнадцять послідовних рас майбутнього людства;
- оповідання «Умільці Ксанаду» Теодора Стерджона — колективна свідомість, біоінтернет, екокомунізм;
- оповідання «Створений для бурі» Генріха Альтова — переведення людини на електроживлення;
- збірник Полудень, XXII сторіччя Стругацьких — спроба оцифрування особистості;
- роман «Ми - з Сонячної системи» Георгія Гуревича — запис і відтворення особистості, вирішення проблеми старості та перспектива безсмертя;
- роман Каталіз Анта Скаландіса — аналогічні попередньому роману ідеї;
- дилогія «Смертоплавці» та «Захист ембріона» Андрія Дмитрука — колективні особистості («полігоми»), особливий позатілесний стан людини, в якому вона може подорожувати Всесвітом і здійснювати масштабні інтелектуальні та фізичні перетворення («динаміка»).